# St. Nikolaus (Heuthen)

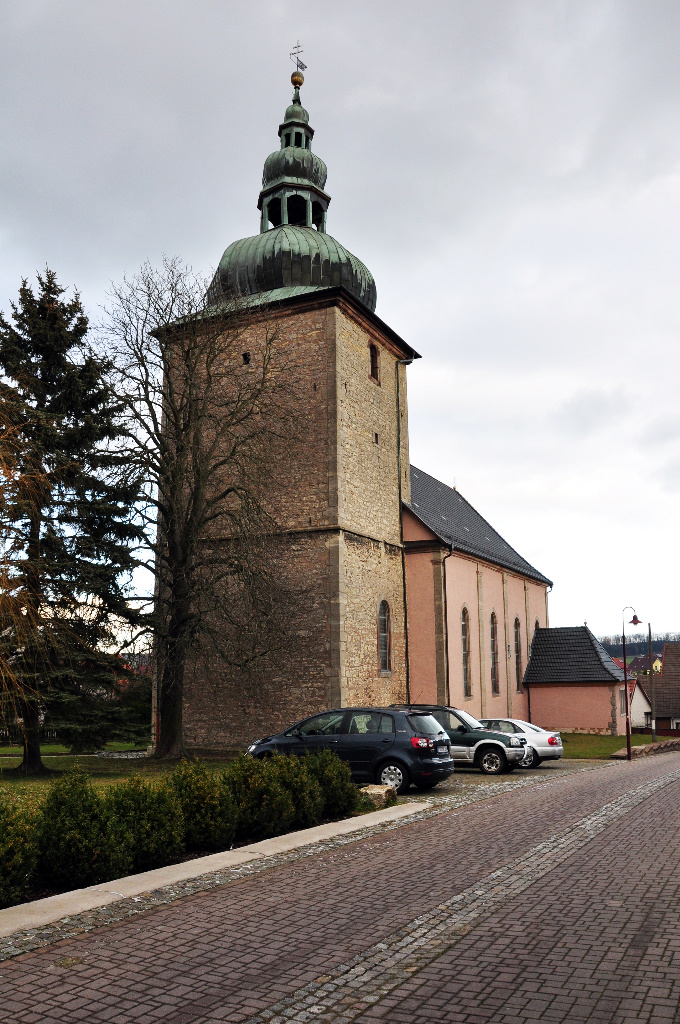
Kirche in Heuthen

Die römisch-katholische Filialkirche St. Nikolaus steht in Heuthen im thüringischen Landkreis Eichsfeld. Sie ist Filialkirche der Pfarrei St. Gerhard Heilbad Heiligenstadt im Dekanat Heiligenstadt des Bistums Erfurt. Sie trägt das Patrozinium des heiligen Nikolaus von Myra.

## Geschichte
Die Barockkirche wurde zwischen 1745 und 1749 erbaut. Es waren Heuthener, die die Dorfkirche kunstvoll einrichteten, so dass der Innenausbau auch 30 Jahre gedauert haben soll. In dem Gotteshaus sind aber auch Persönlichkeitswerte verewigt worden.
Auch deshalb bleibt die Kirche Mittelpunkt im Ort, weil Entbehrungen und Spenden zu diesem einmaligen Ergebnis führten.
In der Kirche findet ein Zusammenspiel von Hoch- und Nebenaltären statt. Stuckatur  und Fresken zeigen kirchliche Werte zum Verweilen und Gebet.

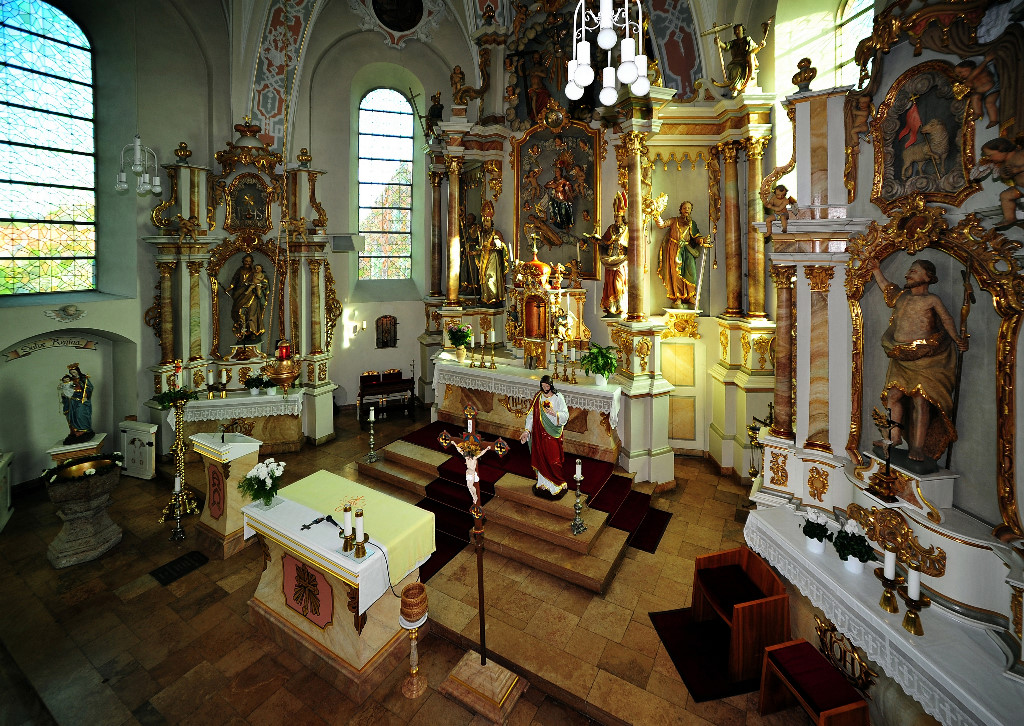
Innenansicht
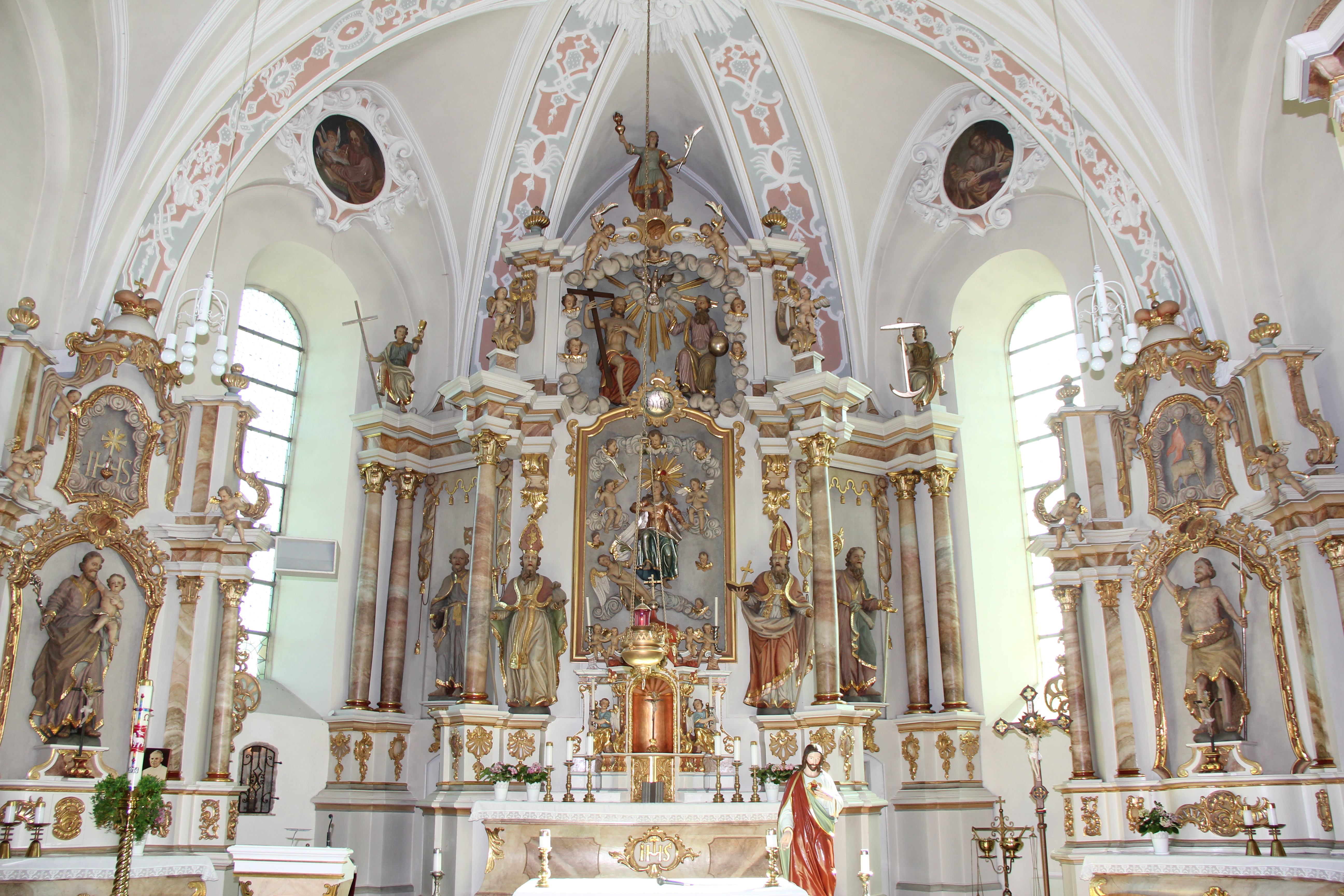
Altäre

## Orgel

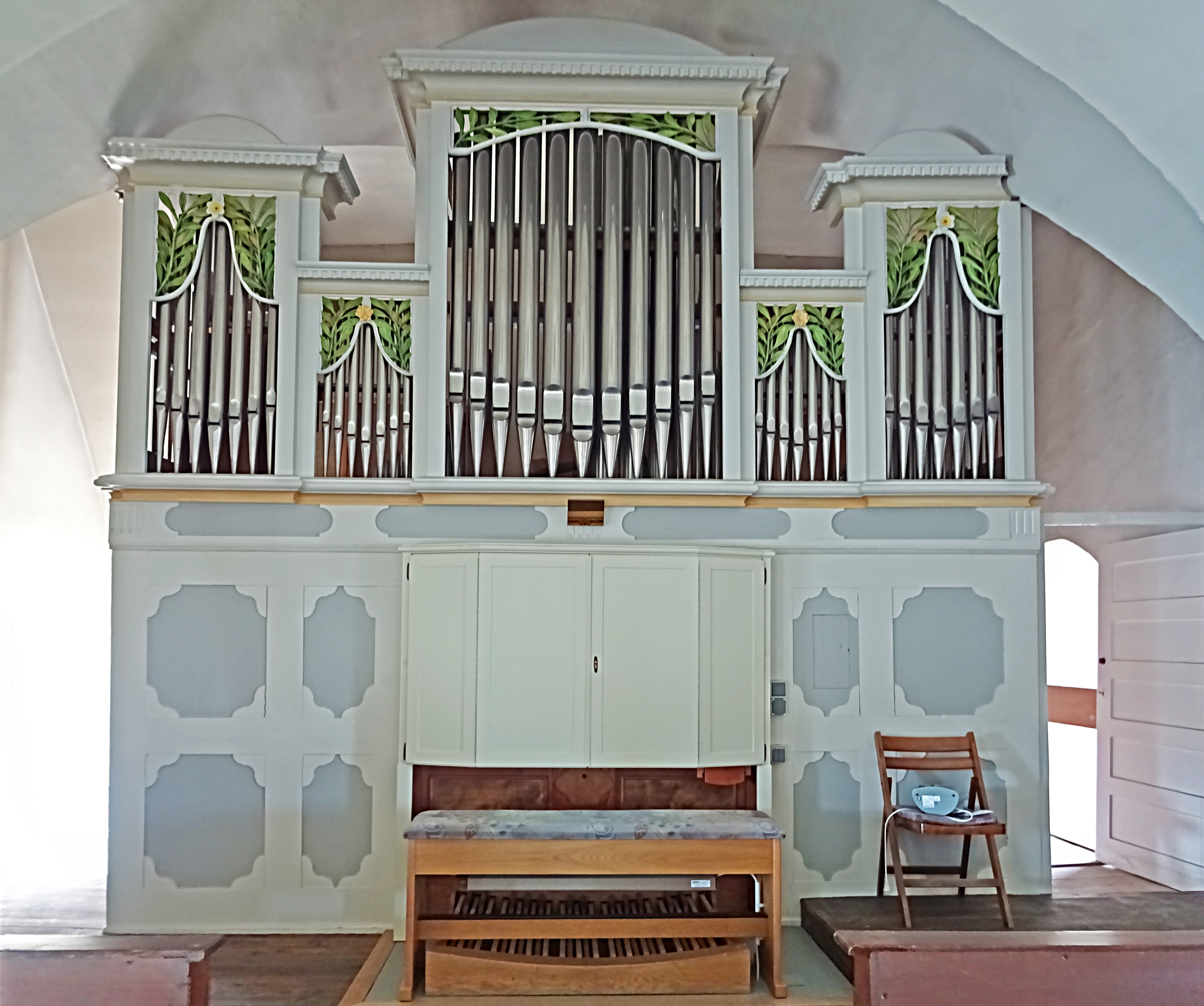
Die Orgel

Die Vorgängerorgel war eine Hybrid-Orgel aus einem Ahlborn-Spieltisch mit sechs real Registern. 2018 wurde durch Orgelbau Kutter die Orgel klanglich und technisch unter Verwendung des Pfeifenwerks der Windladen des Gehäuses neu gebaut. Die Orgel hat eine elektrische Register- und Tontraktur, mit insgesamt 33 Registern (8 realen und 25 digitalen Registern) auf zwei Manualen und Pedal. Die Disposition lautet wie folgt:
| I Hauptwerk C–f3 |     |
| Bordun           | 16′ |
| Principal        | 8′  |
| Hohlflöte        | 8′  |
| Rohrflöte        | 8′  |
| Gambe            | 8′  |
| Salicional       | 8′  |
| Oktave           | 4′  |
| Querflöte        | 4′  |
| Octave           | 2′  |
| Mixtur           | 2′  |
| Trompete         | 8′  |

| II Oberwerk C–f3 |       |
| Gedackt          | 8′    |
| Geigenprincipal  | 8′    |
| Flauto amabile   | 8′    |
| Viola            | 8′    |
| Celesta          | 8′    |
| Principal        | 4'    |
| Nasat            | 2 ⁄3′ |
| Cornett          | 2′    |
| Tromba           | 8′    |
| Oboe             | 8′    |
| Tremulant        |       |

| Pedal C–d1 |         |
| Principal  | 16′     |
| Subbaß     | 16′     |
| Zartbaß    | 16′     |
| Quinte     | 10 2⁄3′ |
| Oktavbaß   | 8′      |
| Flötbaß    | 8′      |
| Violon     | 8′      |
| Posaune    | 16′     |
| Trombone   | 8′      |
| Clairon    | 4′      |

- Koppeln:
  - Normalkoppeln: II/I, I/P, II/P
  - Suboktavkoppeln: II/I, II/II
  - Melodiekoppeln: II/I
- Spielhilfen: elektrische Setzeranlage, Schwelltritt für Oberwerk II nur digitale Register, Walze

Anmerkungen
1. 1 2 3 4 5 6 7 8  reales Register